# عبد الإله العشوان
	عبد الإله عادل العشوان (مواليد 22 مارس 1999) هو لاعب كرة قدم سعودي يلعب حاليًا في من نادي الجيل.